# Air Croatia
Air Croatia war eine kroatische virtuelle Fluggesellschaft, die europäische Ziele vom Flughafen Zagreb aus anflog. Die Durchführung ihres Flugbetriebs erfolgte durch Fremdgesellschaften im Wetlease.

## Geschichte
Das Unternehmen wurde 2013 gegründet und plante, im Sommer 2014 den Flugbetrieb aufzunehmen; dies wurde aber auf den 18. Dezember 2014 verlegt, danach auf den 1. März 2015 und nochmals auf den 2. April 2015 verschoben. Air Croatia besaß kein Air Operator Certificate und hatte ursprünglich im November 2014 angekündigt, ihre Flüge von Estonian Air mit einer Embraer 170 durchführen zu lassen. Stattdessen erfolgte die Betriebsaufnahme am 2. April 2015 mit einer von der niederländischen Denim Air ACMI im Wetlease gemieteten ATR 42-300.
Bereits seit November 2014 unterhielt Air Croatia eine Partnerschaft mit der deutschen Hahn Air für den Ticketvertrieb über das Global Distribution System mit Nutzung des IATA-Codes (H1) von Hahn Air Systems. Allerdings verkündete Air Croatia schlechte Verkaufszahlen für die Flüge nach Prag, Rom und Budapest. Die Verbindung Zagreb–Budapest wurde bereits einen Tag nach der Betriebsaufnahme wegen zu geringer Nachfrage aufgegeben. Am 23. April 2015 stellte die virtuelle Gesellschaft alle Flüge vorläufig ein. Als Grund nannte das Unternehmen einen finanziellen Engpass, der durch Abrechnungsprobleme bei den Kreditkartenzahlungen ihrer Kunden verursacht wurde. Air Croatia konnte dadurch nicht mehr die Miete für das geleaste Flugzeug zahlen. Geplant war eine Wiederaufnahme des Betriebs zum 1. Juni 2015, was jedoch nicht erfolgte. Die virtuelle Gesellschaft wurde Anfang 2016 aufgelöst.

## Ziele
Im April 2015 flog Air Croatia folgende Ziele an:
- Budapest (nur einmal angeflogen)
- Mailand
- Prag
- Rom

Zudem war geplant, Mostar ab dem 1. Juni und Nürnberg ab dem 2. Juni 2015 anzufliegen.

## Flotte
Mit Stand April 2015 bestand die Flotte der Croatia Airlines aus einem Flugzeug:
- ATR 42-300 (Registrierungsnummer: OY-CHT; gemietet und betrieben von Denim Air ACMI)